# Herblay-sur-Seine
Herblay-sur-Seine (até 2018: Herblay) é uma comuna francesa situada no departamento de Val-d'Oise na região da Ilha de França. Seus habitantes são chamados Herblaysiens ou Herblaisiens.
Está geminada com a cidade de Taunusstein, na Alemanha e a cidade de Yeovil, no Reino Unido.

## Geografia

### Localização e comunas limítrofes
Localizada na margem direita do Sena, no limite de Yvelines, Herblay é limítrofe de La Frette-sur-Seine, Montigny-lès-Cormeilles, Pierrelaye, Saint-Ouen-l'Aumône, Éragny, Conflans-Sainte-Honorine e Achères.

### Transportes
A estação de Herblay na linha de Paris-Saint-Lazare para Mantes-la-Jolie e para Gisors por Conflans-Sainte-Honorine é servida pelos trens da linha J do Transilien.
Os ônibus que passam por Herblay são operados pelo grupo Lacroix.
- Ônibus Valoise 95.20 95.21 95.19 B
- Ônibus Valoise 30.07 TEM 3047 3048 DE 30,7 D

A linha 95.20 liga o Val d'Argenteuil à estação de Cergy-Préfecture.
A linha 95.21 liga a estação de Herblay à estação de Montigny - Beauchamp.
A linha 95.03 liga a estação de Montigny - Beauchamp à estação de Cergy-Préfecture.

## Toponímia
Atestada sob os nomes Acebrelidum e Arabrelidum em 754, Arablai e Arablet, Adrabletum e Atrabletum, Herbleyo em 1207, Erbleium e Erbledum em 1210, Herbledis em 1226, Herbuletum e Herbleium no século XIII, Herbleio no século XIII, Erblay final do século XIII, Erblay em 1365, Arblay entre 1346 e 1372, Erbelay-sur-seine em 1394,, Arbeley  em 1598, Erbelay em 1626, Herbelay em 1631, Erblai e Herbelai em 1631, Herbelay, Herbelaye em 1667, Arblay , em 1714, Herblai no século XVIIIe, Arblai em 1720,, Airblai em 1720, Herblet em 1746,, Erbelay em 1764, Herblai em 1763, Erblay e Orblay.
Acebrelidum vem do baixo latim acerabulus "ácer" e o sufixo -etum "conjunto de áceres".

## História

### As origens
A vila foi dividida entre os domínios dos abades de Saint-Denis, o capítulo da catedral de Notre-Dame de Paris, e a família Chaumont. Este foi também o feudo de Jean de Beauvais no século XIV, no século XVI, aquele dos Ailegrin.
A igreja do século XII (Saint-Martin), classificada como monumento histórico em 6 de julho de 1925, foi construído no local de uma necrópole merovíngia.

### Século XIX
No final do século XIX e no início do século XX, graças à chegada da ferrovia, a cidade se desenvolveu fortemente. Muitas famílias burguesas se estabeleceram nesta campanha tornou-se tão perto de Paris. Elas ordem dos arquitetos locais de belas vilas, impregnada com o gosto da época para o ecletismo e a Art nouveau.
- Arquiteto Henri Lecœur (1867-1951): 4, 6, 14 e 18, rue Maurice Berteaux; 21, rue des Sablons.
- Arquitetos Paul e Albert Leseine e Coulon: 31, quai de Engenharia.
- Arquiteto P. Guignard: 17 e 19, rue des Sablons.

### Século XX

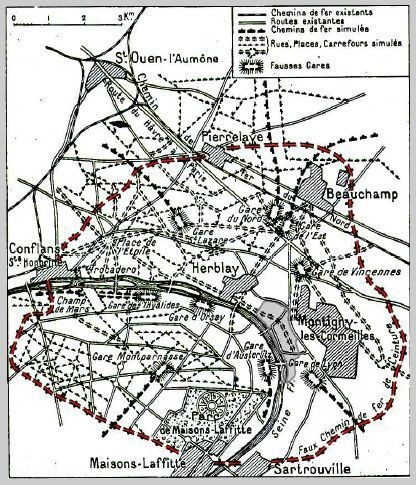
Plano de zona "B" de réplicas de Paris, onde Herblay está quase no centro.

No final da Primeira Guerra Mundial, a área onde está localizada a cidade em que o tempo ainda escassamente povoado, apesar de sua proximidade com Paris, é delineada uma área "B", que Herblay é praticamente o centro (há, aliás, na região de paris áreas "A" e "C"), no quadro do projecto de réplicas de Paris, um conjunto de infra-estrutura militar francesa, pretende-se atrair a noite os aviadores e os alemães na operação de bombardeio, a simulação e, principalmente, para iluminação, a presença de Capital para lugares com menos urbanizadas. Mas, no entanto e, portanto, Herblay curto potencialmente o risco de destruição do inimigo, sacrificado, de alguma forma, para preservar a Paris. Na verdade, este projeto não se concretizou, em parte, na zona "A", mas não é percebido em zonas de "B" e "C", devido ao fim do conflito.

## Cultura e patrimônio

### Lugares e monumentos

#### Monumento Histórico

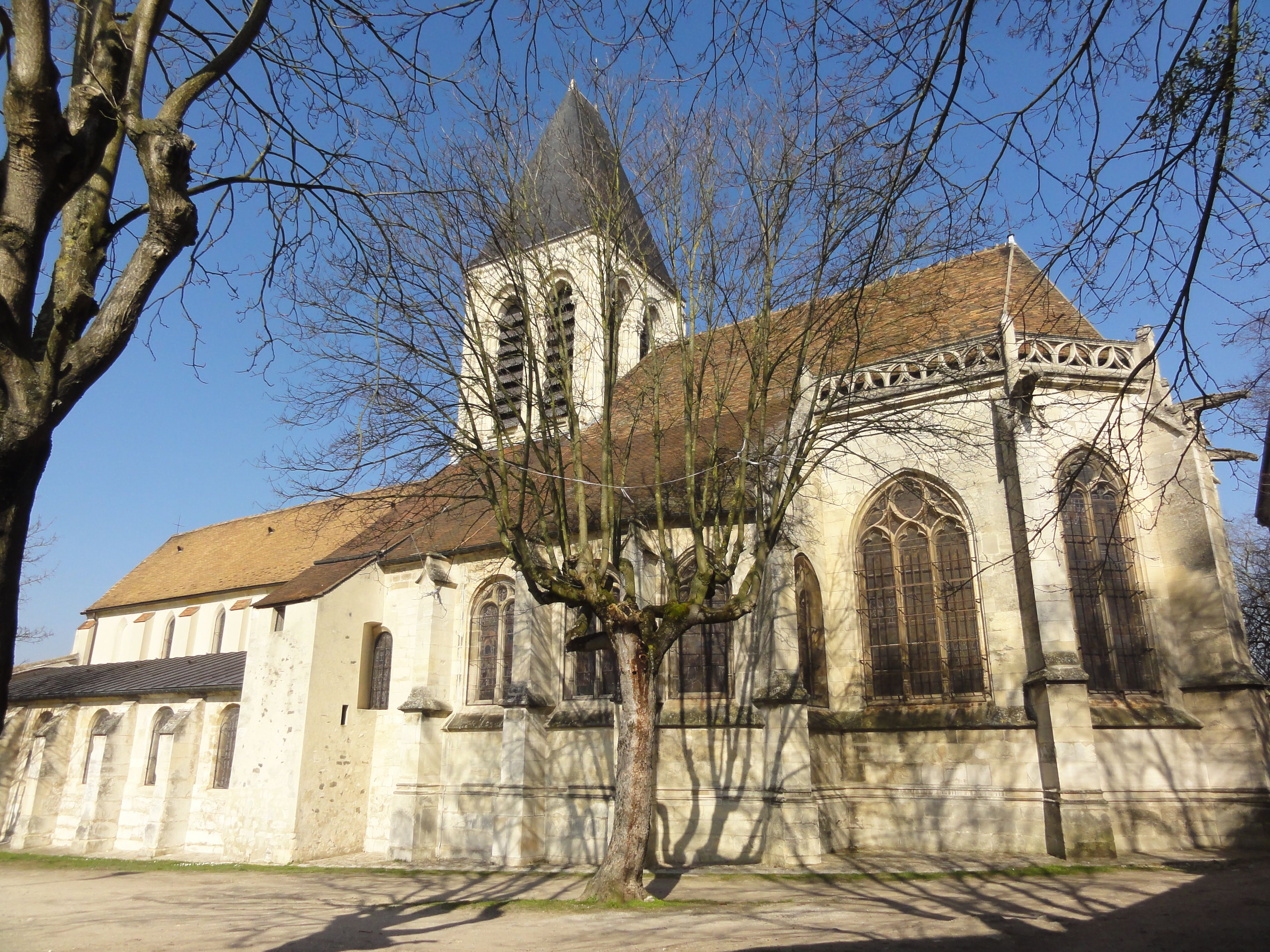
St Martin a igreja, vista do sul-leste.

Herblay tem apenas um monumento histórico em seu território.
- Igreja Saint-Martin (inscrita como monumento histórico pelo decreto de 6 de julho de 1925[31]).

#### Outros elementos do patrimônio
- Restos das fortificações da aldeia, chemin des côtes de La Frette, do século XVI;
- Tourelle, rue de Montigny, do século XVI;
- Rue de l'Enfer, só a preservar a aparência dos emergentes a partir da vila fortificadas;
- Mur du Roy, rue des Grosses-Eaux e chemin du Val-de-Gaillon, datando de 1663 a 1683. Ligando os terraços de Saint-Germain-en-Laye para Poissy por La Frette-sur-Seine, serviu para impedir os animais de caça da floresta real de entrar nas culturas, permitindo-lhe de beber no Sena;
- Croix Martinière, 1, place du Général-Leclerc, 1618;
- Château de l'Église, 5, rue Jean-XXIII, do século XIX;
- Hall, 43, rue du Général-de-Gaulle, do século XIX;
- Poços de torre, parc de la Mairie, do século XIX, que apoiava uma turbina de vento para bombear a água;
- Capela da casa de repouso, 42, rue du Général-de-Gaulle, de 1867;
- Columbário du coronel Monteil, 8-12, quai du Génie, do fim do século XIX;
- Cruz Thévenin, rue de Paris / boulevard des Ambassadeurs, oferecido pelo prefeito em 1868;
- "Castelo", 50, rue de Paris, em 1900, hoje clínica, e o pórtico do castelo do final do século XVI;
- Quiosque de madeira, 2 rue des Sablons, de 1902.

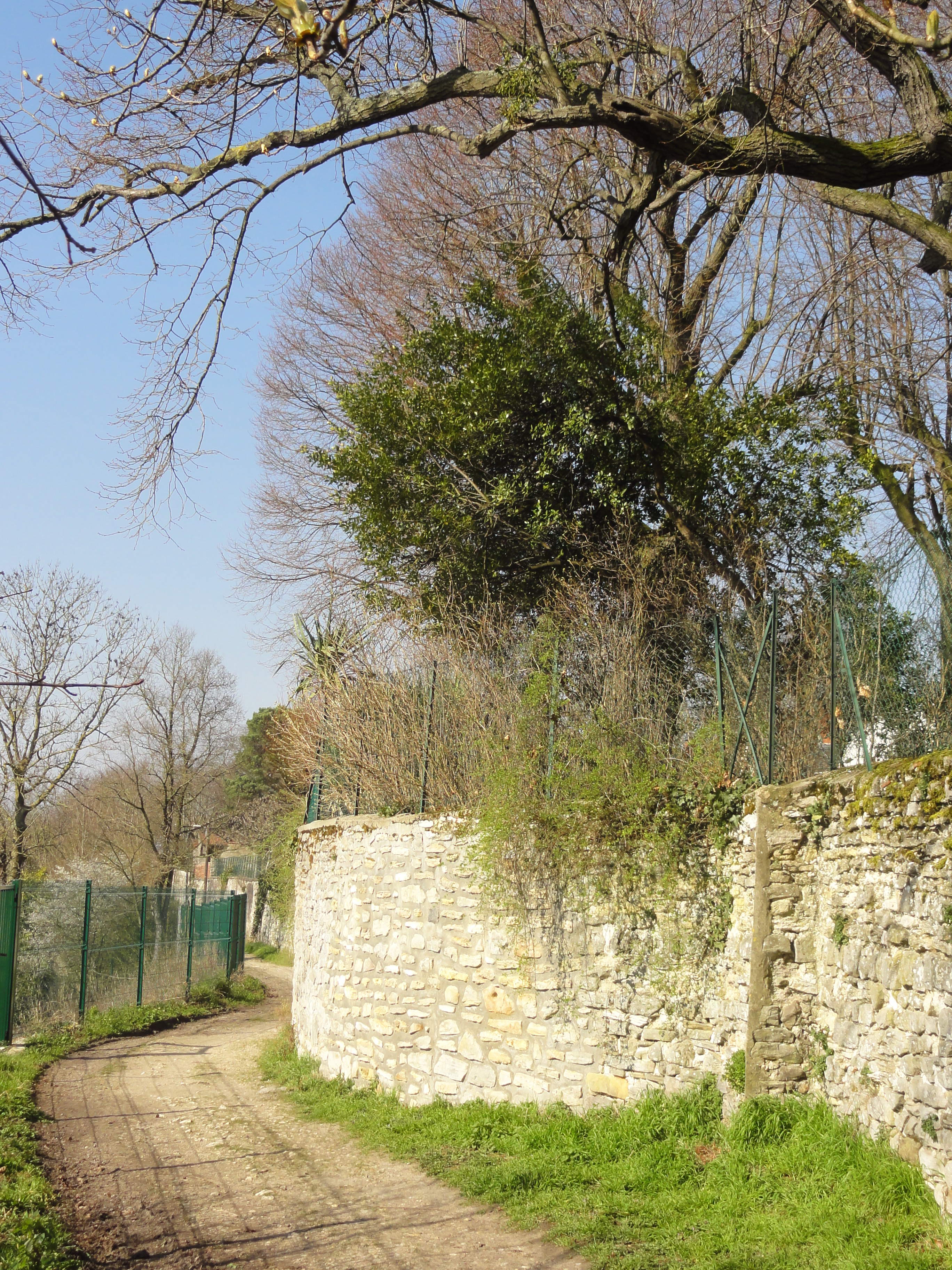
Restos de fortificações.
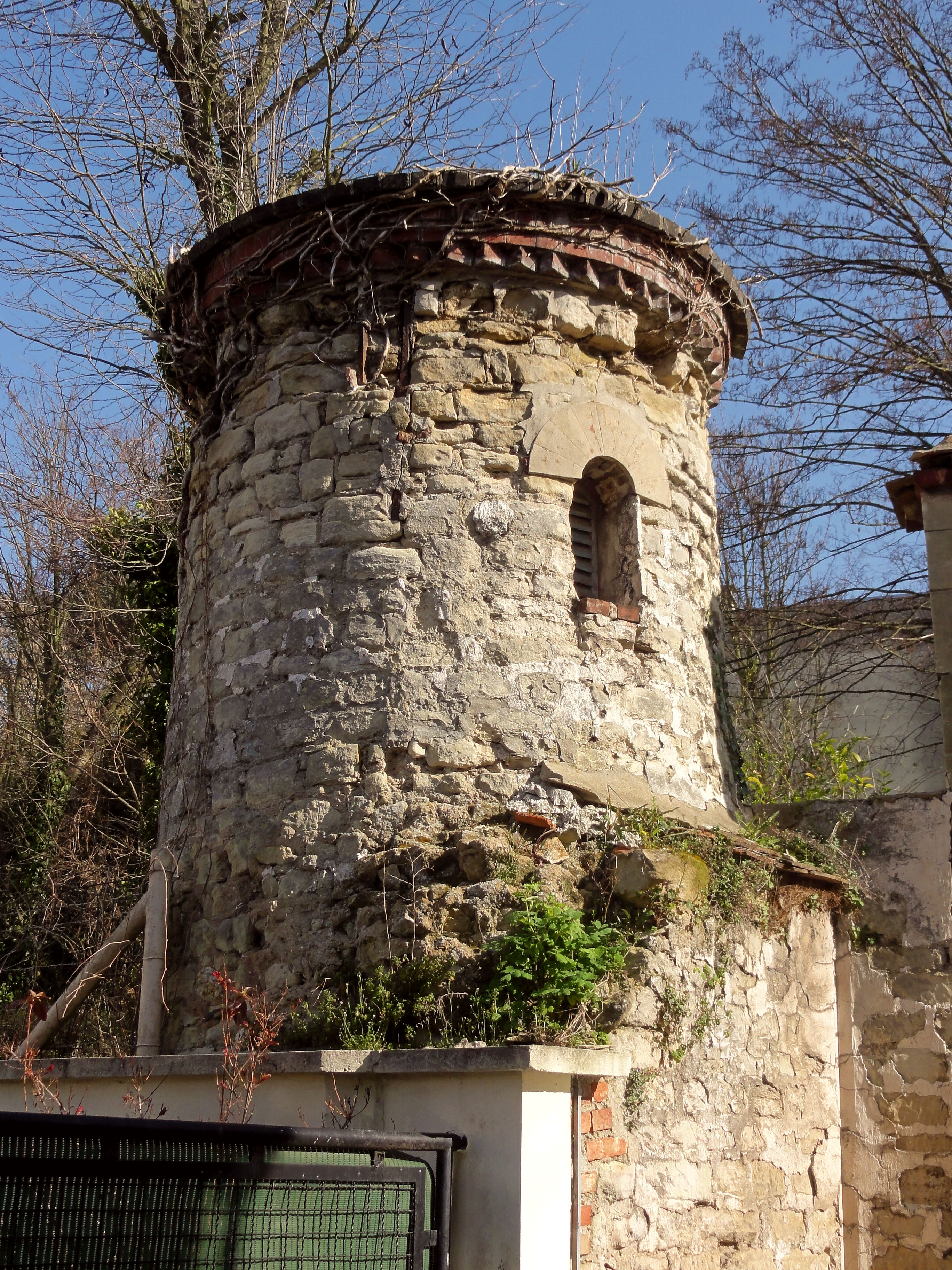
Tourelle, rue de Montigny.
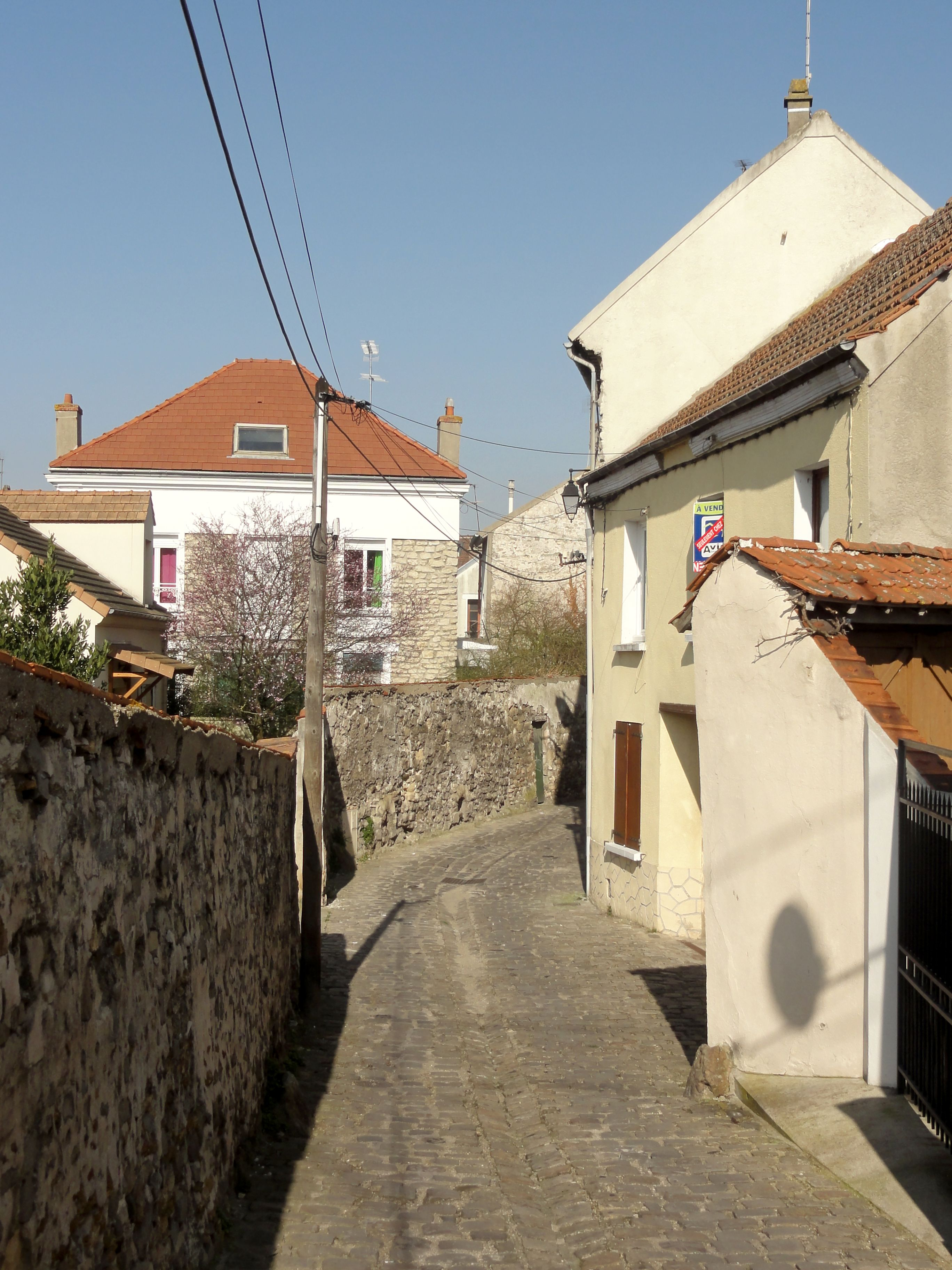
Rue de l'Enfer.
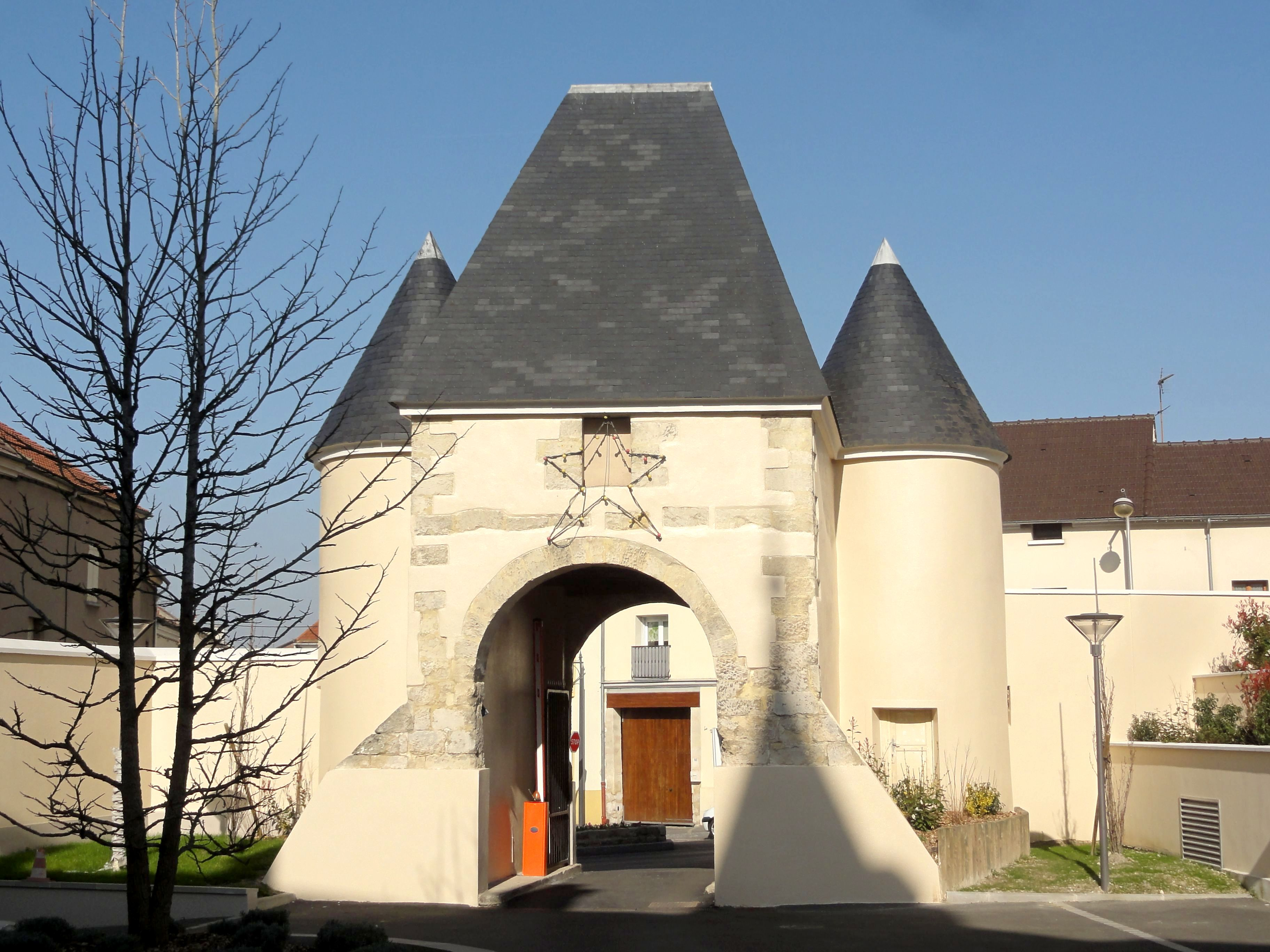
Varanda do antigo castelo.

### Personalidades ligadas à comuna
- Jean Allemane (1843-1935), comunardo, fundador do Partido Operário Socialista Revolucionário, membro do parlamento do Sena.
- Stéphane Diagana (1969-), atleta francês.
- Os irmãos Étienne Fourmont (1683-1745) e Michel Fourmont (1690-1746), primeiros sinólogos europeus.
- Paul Louchet (1854-1936), pintor, foi prefeito de Herblay.
- Pierre Pincemaille (1956-2018), músico e organista francês.